# 田奇瓗
田奇瓗（1899年2月13日—1975年9月15日），男，土家族，湖南永定人，中国地质学家。

## 生平
1899年生于湖南永定县（今张家界市永定区）。1923年毕业于北京大学地质系。1955年当选中国科学院学部委员（院士）。曾任地质部地质矿产司总工程师、全国矿产储量委员会副主任兼总工程师。